# ORP Grunwald
ORP Grunwald (811) – polski okręt dowodzenia desantem projektu 776 (w kodzie NATO: Modified Polnocny-C), pełniący służbę w siłach 8 Flotylli Obrony Wybrzeża w latach 1973-1995.

## Historia
ORP „Grunwald” rozpoczął służbę w Marynarce Wojennej w 1973 roku. Wszedł on w skład 2 Brygady Okrętów Desantowych należącej do 8 Flotylli Obrony Wybrzeża, stacjonującej w Świnoujściu. W czerwcu 1975 roku okręt uczestniczył w ćwiczeniach o kryptonimie Posejdon-75. W dniach 4–26 maja 1983 roku jednostka wzięła udział w wielkich ćwiczeniach sił Marynarki Wojennej o kryptonimie Reda-83. Po 32 latach służby, 25 marca 2005 roku, okręt skreślony ze stanu Marynarki Wojennej i sprzedany na złom. Okręt powstał jako rozwinięcie projektu okrętów desantowych projektu 773, jednak głównym przeznaczeniem jednostki było dowodzenie desantem, przez co w odróżnieniu od swojego pierwowzoru mógł przewozić tylko jeden transporter opancerzony na swoim pokładzie.
11 czerwca 1980 roku wykonywał misję rozpoznawczą wybrzeża Danii, lecz został odpędzony w rejonie wyspy Hesselø przez duńskie okręty.
W 2000 roku okręt brał udział w międzynarodowych ćwiczeniach obrony przeciwminowej wraz ze Stałym Zespołem Sił Obrony Przeciwminowej NATO MCMFORNORTH.
Został wycofany ze służby 25 marca 2005 roku, po czym stał w Świnoujściu. Podejmowano próby zachowania go jako okrętu-muzeum, lecz nie zakończyły się powodzeniem i w 2009 roku został przeholowany celem złomowania do Gdańska.